# Władimir Puchalski

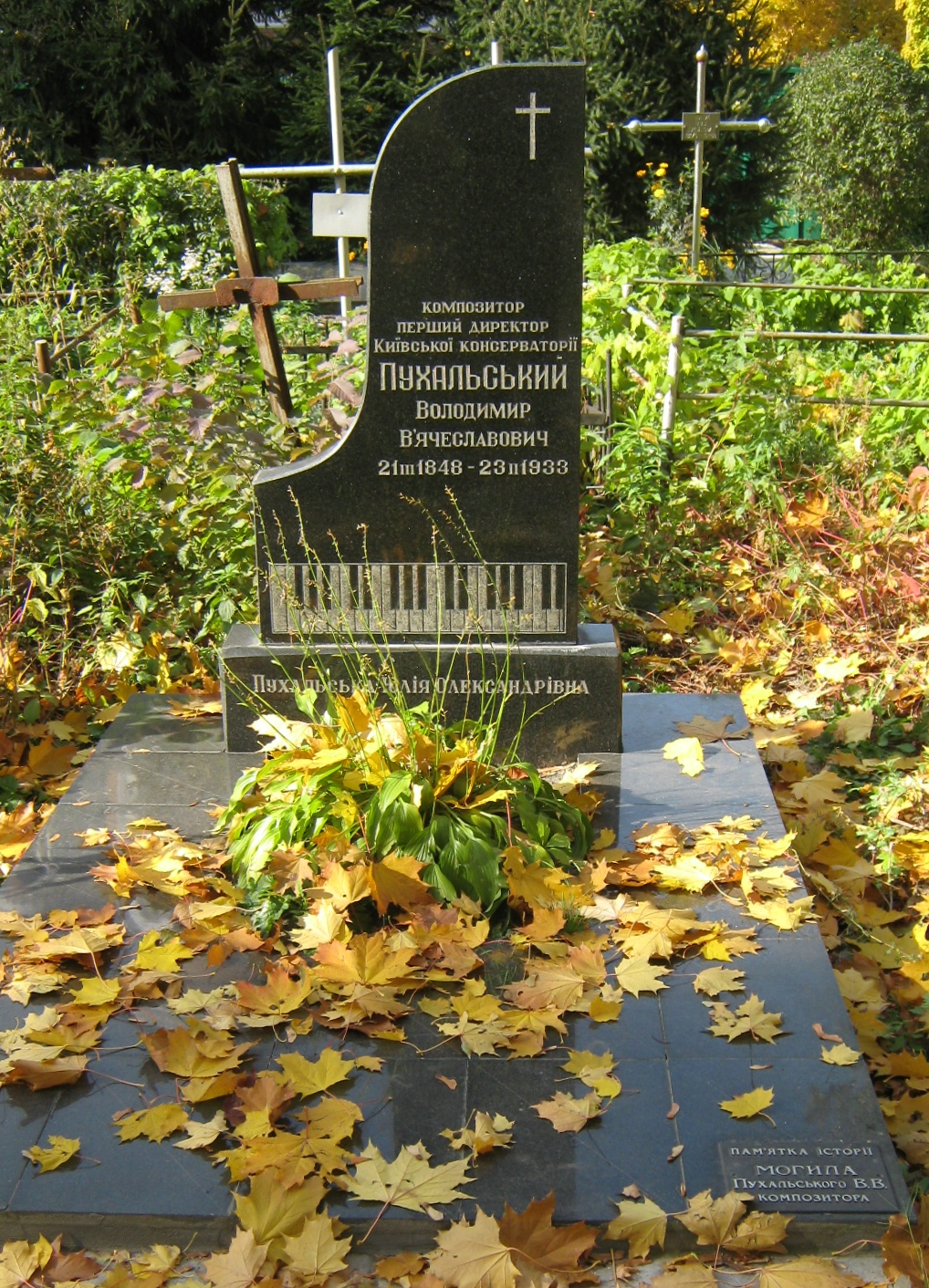
Grób Władimira Puchalskiego

Władimir Wiaczesławowicz Puchalski, Włodzimierz Puchalski, ros. Владимир Вячеславович (Вацлавович) Пухальский, ukr. Володимир В'ячеславович Пухальський (ur. 21 marca?/2 kwietnia 1848 w Mińsku, zm. 23 lutego 1933 w Kijowie) – ukraiński pianista polskiego pochodzenia, dyrygent, nauczyciel, kompozytor, profesor i pierwszy rektor Konserwatorium Kijowskiego.

## Życiorys
Urodził się w polskiej rodzinie szlacheckiej herbu Ślepowron (według innych źródeł pieczętowała się herbem Jastrzębiec). Jego rodzicami byli Wacław Puchalski i Anna z Wołotowskich. Uczył się w Konserwatorium Cesarskiego Rosyjskiego Towarzystwa Muzycznego w Sankt Petersburgu, jego nauczycielem gry na fortepianie był Teodor Leszetycki, kompozycji uczył się u Juliusa Johannsena i Nikołaja Zaremby. Studia ukończył ze srebrnym medalem w 1874 roku. Po otrzymaniu dyplomu przez dwa lata był nauczycielem fortepianu na tej uczelni. Od 1876 do 1913 dyrektor i wykładowca szkoły muzycznej Cesarskiego Rosyjskiego Towarzystwa Muzycznego w Kijowie. Usprawnił działalność uczelni, przyczyniając się do wybudowania sali koncertowej i zwiększenia liczby uczniów. Szkoła została potem przemianowana na Państwowe Konserwatorium Muzyczne, a Puchalski był jego profesorem i rektorem w latach 1913–1914. W 1861 roku znalazł się w wykazie szlachty guberni kijowskiej. Z żoną Julią miał dzieci Annę, Zinaidę, Juliusa i Wacława. Zmarł w 1933 roku, pochowany jest na Cmentarzu Łukianowskim.
Komponował utwory na fortepian, etiudy, romanse do śpiewu, utwory symfoniczne. Wśród jego dzieł są dwuaktowa opera Waleria (1923) i Koncert fortepianowy d-moll (1892). Dawał koncerty fortepianowe w Sankt Petersburgu, Odessie i Kijowie. Zajmował się również edytorstwem muzycznym (m.in. pod jego redakcją ukazywała się w Kijowie seria Choix de Compositions Modernes pour Piano).
Jako pedagog wyznawał tzw. szkołę Leszetyckiego, rozwijającą technikę palcową. Uczniami Puchalskiego byli m.in. Alszwang, Artobolewska, Berkowicz, Braiłowski, Bron, Goldenberg, Horowitz, Isserlis, Jaworski, Kogan, Michajłow, Mikłaszewski, Milicz, Nikołajew, Tutkowski, Wołyńska.